# Grand Prix automobile de Monaco 2007
GP précédent GP suivant
Le Grand Prix automobile de Monaco 2007 (Formula 1 Grand Prix de Monaco 2007), disputé sur le circuit de Monaco, dans la principauté de Monaco le 27 mai 2007 est la 773e épreuve de l'histoire du championnat du monde de Formule 1 courue depuis 1950 et la cinquième manche du championnat 2007, qui en compte dix-sept.
La manche monégasque s'est terminée par un nouveau doublé des pilotes McLaren-Mercedes — le second de la saison — le champion du monde en titre Fernando Alonso devançant son jeune coéquipier Lewis Hamilton. Felipe Massa limite les dégâts pour Ferrari en montant sur la troisième marche du podium, tandis que Kimi Räikkönen, à la peine en raison d'une mauvaise qualification (en 16e position) doit se contenter du point de la 8e place.

## Essais libres

### Vendredi matin
| Pos. | Pilote               | Voiture          | Chrono         | Écart     |
| ---- | -------------------- | ---------------- | -------------- | --------- |
| 1    | Fernando Alonso      | McLaren-Mercedes | 1 min 16 s 973 |           |
| 2    | Lewis Hamilton       | McLaren-Mercedes | 1 min 17 s 601 | + 0 s 628 |
| 3    | Nick Heidfeld        | BMW Sauber       | 1 min 17 s 616 | + 0 s 643 |
| 4    | Giancarlo Fisichella | Renault          | 1 min 17 s 758 | + 0 s 785 |
| 5    | Kimi Räikkönen       | Ferrari          | 1 min 17 s 918 | + 0 s 945 |
| 6    | Mark Webber          | Red Bull-Renault | 1 min 17 s 956 | + 0 s 983 |

### Vendredi après-midi
| Pos. | Pilote               | Voiture          | Chrono         | Écart     |
| ---- | -------------------- | ---------------- | -------------- | --------- |
| 1    | Fernando Alonso      | McLaren-Mercedes | 1 min 15 s 940 |           |
| 2    | Kimi Räikkönen       | Ferrari          | 1 min 16 s 215 | + 0 s 275 |
| 3    | Lewis Hamilton       | McLaren-Mercedes | 1 min 16 s 296 | + 0 s 356 |
| 4    | Jarno Trulli         | Toyota           | 1 min 16 s 354 | + 0 s 414 |
| 5    | Giancarlo Fisichella | Renault          | 1 min 16 s 753 | + 0 s 813 |
| 6    | Felipe Massa         | Ferrari          | 1 min 16 s 784 | + 0 s 844 |

### Samedi matin
| Pos. | Pilote               | Voiture            | Chrono         | Écart     |
| ---- | -------------------- | ------------------ | -------------- | --------- |
| 1    | Adrian Sutil         | Spyker-Ferrari     | 1 min 36 s 612 |           |
| 2    | Kimi Räikkönen       | Ferrari            | 1 min 36 s 739 | + 0 s 127 |
| 3    | Lewis Hamilton       | McLaren-Mercedes   | 1 min 36 s 767 | + 0 s 155 |
| 4    | Giancarlo Fisichella | Renault            | 1 min 36 s 784 | + 0 s 172 |
| 5    | Scott Speed          | Toro Rosso-Ferrari | 1 min 36 s 954 | + 0 s 342 |
| 6    | Fernando Alonso      | McLaren-Mercedes   | 1 min 35 s 20  | + 0 s 408 |

## Grille de départ

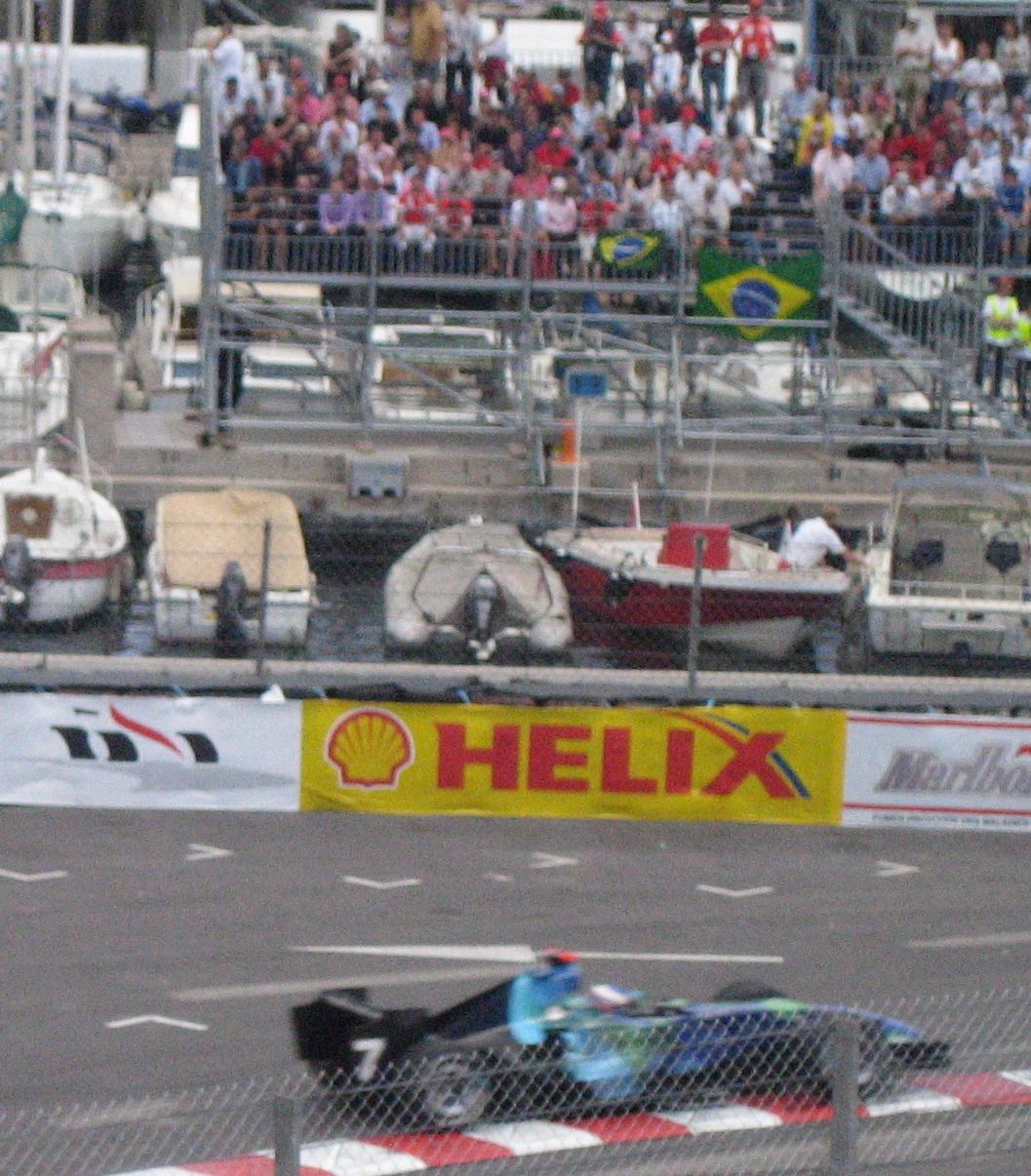
Jenson Button à Monaco en 2007

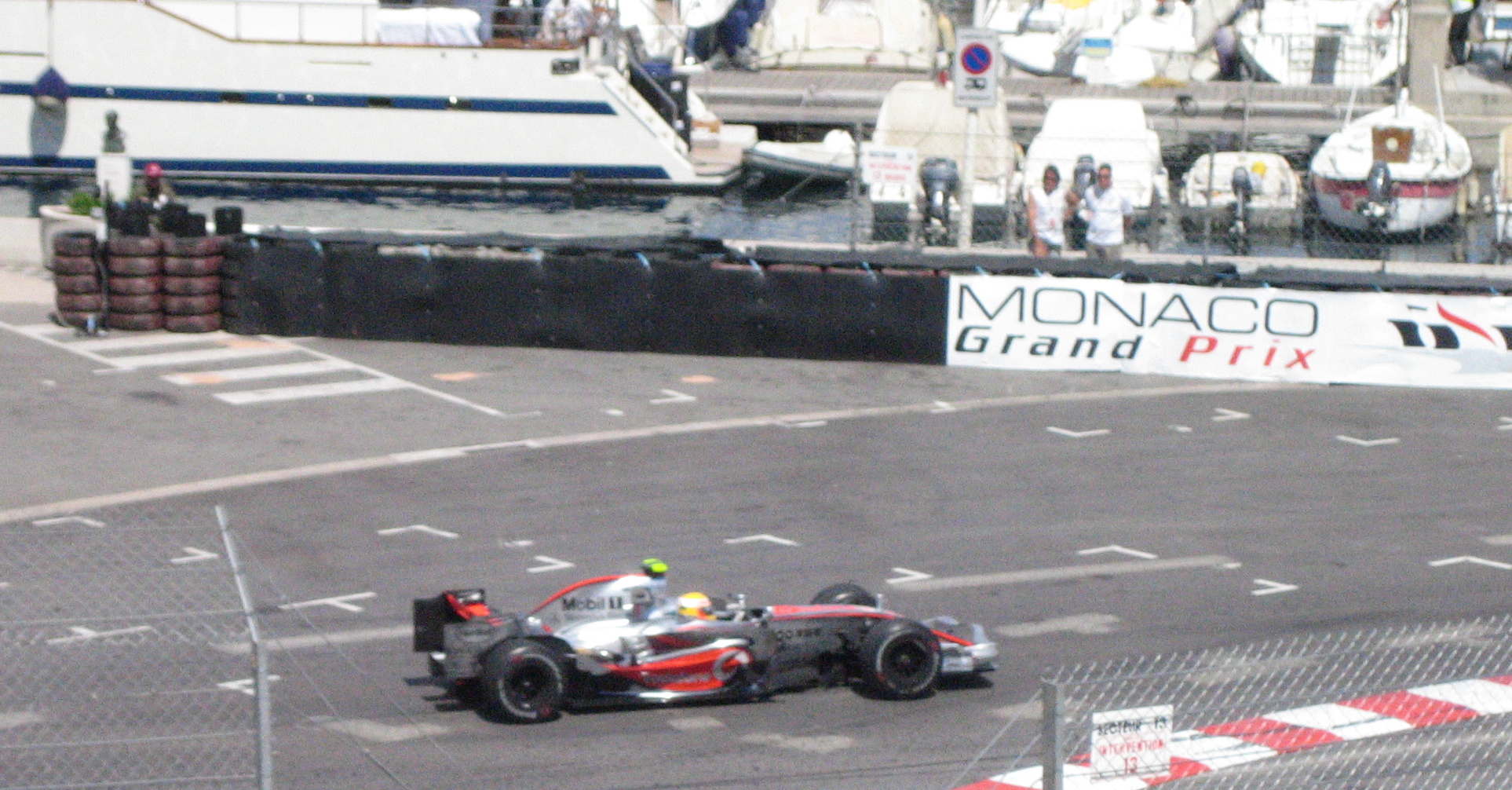
Lewis Hamilton à Monaco en 2007

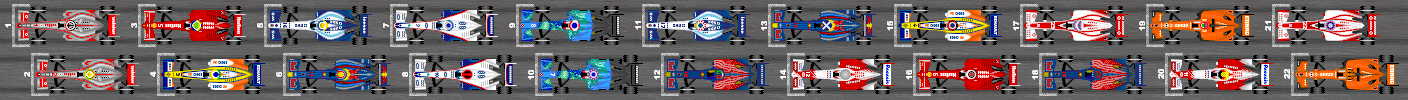
La grille de départ du Grand Prix

| Pos. | Pilote               | Écurie             | Qualifications 1 | Qualifications 2 | Qualifications 3 |
| ---- | -------------------- | ------------------ | ---------------- | ---------------- | ---------------- |
| 1    | Fernando Alonso      | McLaren-Mercedes   | 1 min 16 s 059   | 1 min 15 s 431   | 1 min 15 s 726   |
| 2    | Lewis Hamilton       | McLaren-Mercedes   | 1 min 15 s 685   | 1 min 15 s 479   | 1 min 15 s 905   |
| 3    | Felipe Massa         | Ferrari            | 1 min 16 s 786   | 1 min 16 s 034   | 1 min 15 s 967   |
| 4    | Giancarlo Fisichella | Renault            | 1 min 17 s 596   | 1 min 16 s 054   | 1 min 16 s 285   |
| 5    | Nico Rosberg         | Williams-Toyota    | 1 min 16 s 870   | 1 min 16 s 100   | 1 min 16 s 439   |
| 6    | Mark Webber          | Red Bull-Renault   | 1 min 17 s 816   | 1 min 16 s 420   | 1 min 16 s 784   |
| 7    | Nick Heidfeld        | BMW Sauber         | 1 min 17 s 385   | 1 min 15 s 733   | 1 min 16 s 832   |
| 8    | Robert Kubica        | BMW Sauber         | 1 min 17 s 584   | 1 min 15 s 576   | 1 min 16 s 955   |
| 9    | Rubens Barrichello   | Honda              | 1 min 17 s 244   | 1 min 16 s 454   | 1 min 17 s 498   |
| 10   | Jenson Button        | Honda              | 1 min 17 s 297   | 1 min 16 s 457   | 1 min 17 s 939   |
| 11   | Alexander Wurz       | Williams-Toyota    | 1 min 17 s 874   | 1 min 16 s 662   |                  |
| 12   | Vitantonio Liuzzi    | Toro Rosso-Ferrari | 1 min 16 s 720   | 1 min 16 s 703   |                  |
| 13   | David Coulthard      | Red Bull-Renault   | 1 min 17 s 204   | 1 min 16 s 319   |                  |
| 14   | Jarno Trulli         | Toyota             | 1 min 17 s 686   | 1 min 16 s 988   |                  |
| 15   | Heikki Kovalainen    | Renault            | 1 min 17 s 836   | 1 min 17 s 125   |                  |
| 16   | Kimi Räikkönen       | Ferrari            | 1 min 16 s 251   | Pas de temps     |                  |
| 17   | Anthony Davidson     | Super Aguri-Honda  | 1 min 18 s 250   |                  |                  |
| 18   | Scott Speed          | Toro Rosso-Ferrari | 1 min 18 s 390   |                  |                  |
| 19   | Adrian Sutil         | Spyker-Ferrari     | 1 min 18 s 418   |                  |                  |
| 20   | Ralf Schumacher      | Toyota             | 1 min 18 s 539   |                  |                  |
| 21   | Takuma Satō          | Super Aguri-Honda  | 1 min 18 s 554   |                  |                  |
| 22   | Christijan Albers    | Spyker-Ferrari     | Pas de temps     |                  |                  |

## Course

### Classement de la course

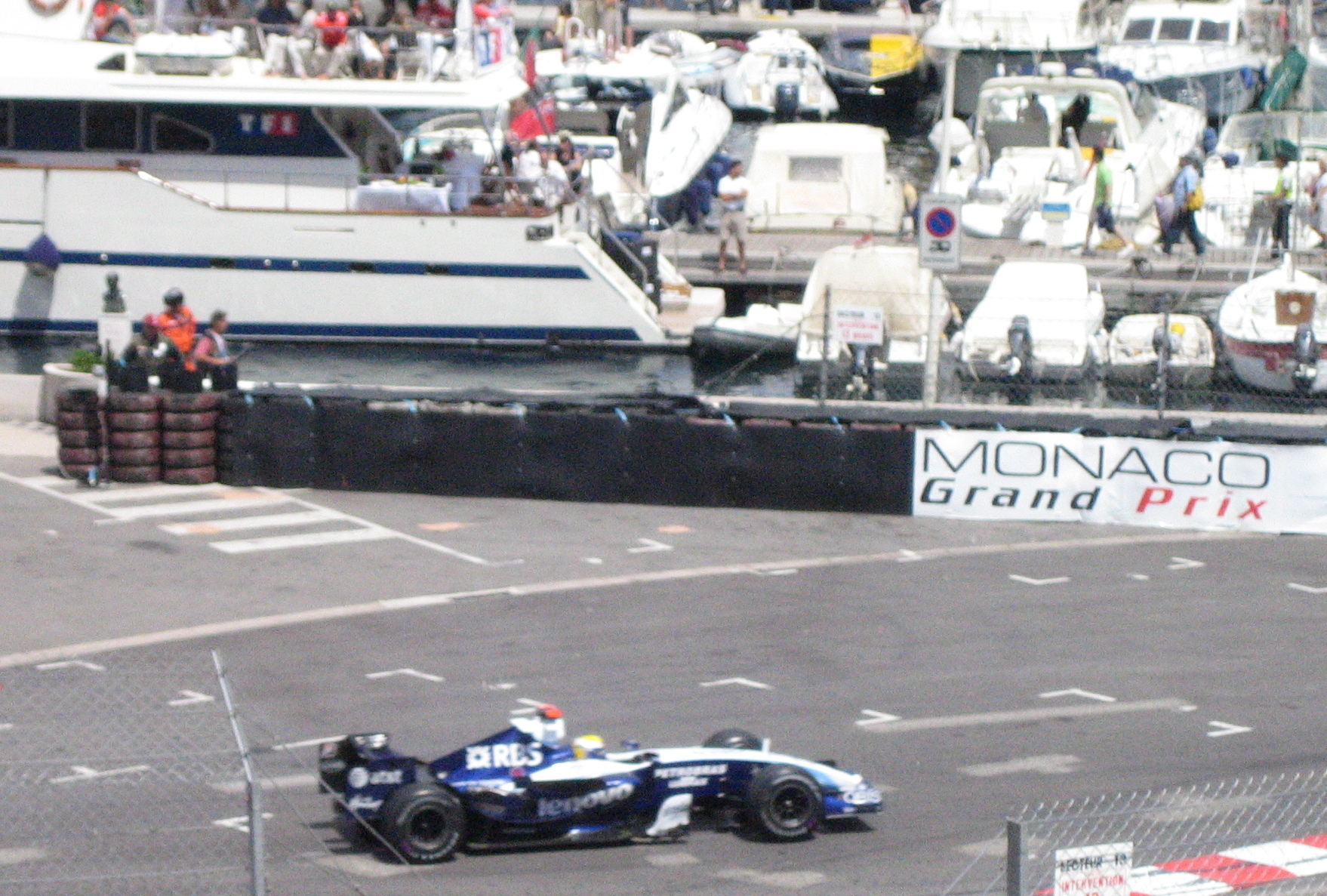
Nico Rosberg à Monaco en 2007

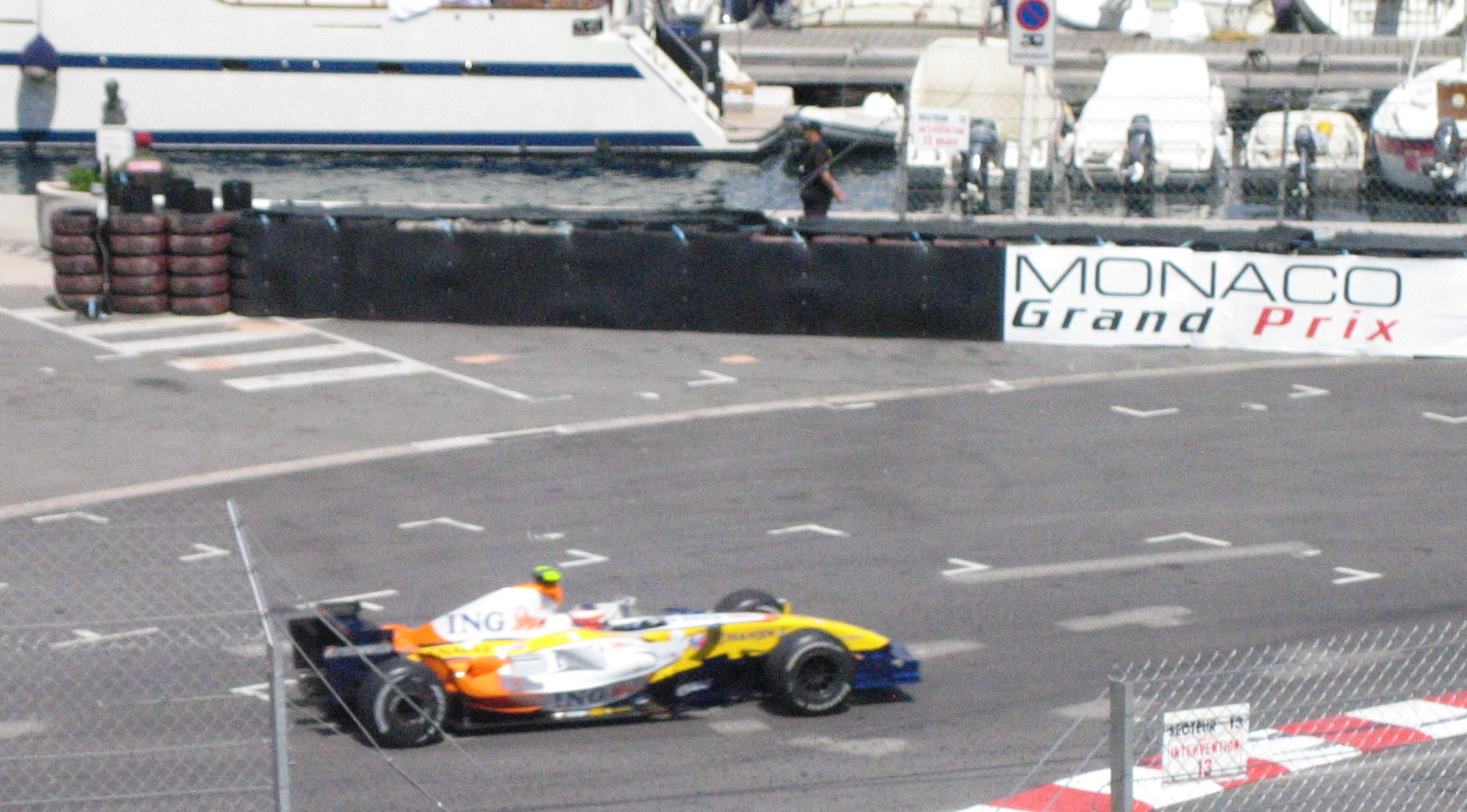
Kovalainen sur Renault R27 à Monaco en 2007

| Pos. | no | Pilote               | Écurie             | Tours | Temps/Abandon                      | Grille | Points |
| ---- | -- | -------------------- | ------------------ | ----- | ---------------------------------- | ------ | ------ |
| 1    | 1  | Fernando Alonso      | McLaren-Mercedes   | 78    | 1 h 40 min 29 s 329 (155,552 km/h) | 1      | 10     |
| 2    | 2  | Lewis Hamilton       | McLaren-Mercedes   | 78    | +4 s 095                           | 2      | 8      |
| 3    | 5  | Felipe Massa         | Ferrari            | 78    | +1 min 09 s 114                    | 3      | 6      |
| 4    | 3  | Giancarlo Fisichella | Renault            | 77    | +1 tour                            | 4      | 5      |
| 5    | 10 | Robert Kubica        | BMW Sauber         | 77    | +1 tour                            | 8      | 4      |
| 6    | 9  | Nick Heidfeld        | BMW Sauber         | 77    | +1 tour                            | 7      | 3      |
| 7    | 17 | Alexander Wurz       | Williams-Toyota    | 77    | +1 tour                            | 11     | 2      |
| 8    | 6  | Kimi Räikkönen       | Ferrari            | 77    | +1 tour                            | 16     | 1      |
| 9    | 19 | Scott Speed          | Toro Rosso-Ferrari | 77    | +1 tour                            | 18     |        |
| 10   | 8  | Rubens Barrichello   | Honda              | 77    | +1 tour                            | 9      |        |
| 11   | 7  | Jenson Button        | Honda              | 77    | +1 tour                            | 10     |        |
| 12   | 16 | Nico Rosberg         | Williams-Toyota    | 77    | +1 tour                            | 5      |        |
| 13   | 4  | Heikki Kovalainen    | Renault            | 76    | Moteur                             | 15     |        |
| 14   | 14 | David Coulthard      | Red Bull-Renault   | 76    | +2 tours                           | 13     |        |
| 15   | 12 | Jarno Trulli         | Toyota             | 76    | +2 tours                           | 14     |        |
| 16   | 11 | Ralf Schumacher      | Toyota             | 76    | +2 tours                           | 20     |        |
| 17   | 22 | Takuma Satō          | Super Aguri-Honda  | 76    | +2 tours                           | 21     |        |
| 18   | 23 | Anthony Davidson     | Super Aguri-Honda  | 76    | +2 tours                           | 17     |        |
| Abd. | 21 | Christijan Albers    | Spyker-Ferrari     | 70    | Arbre de transmission              | 22     |        |
| Abd. | 20 | Adrian Sutil         | Spyker-Ferrari     | 53    | Accident                           | 19     |        |
| Abd. | 15 | Mark Webber          | Red Bull-Renault   | 17    | Boîte de vitesses                  | 6      |        |
| Abd. | 18 | Vitantonio Liuzzi    | Toro Rosso-Ferrari | 2     | Accident                           | 12     |        |

### Pole position et record du tour
- Pole position :  Fernando Alonso (McLaren-Mercedes) en 1 min 15 s 726 (vitesse moyenne : 158,783 km/h). Le meilleur temps des qualifications a, quant à lui, été établi par Alonso lors de la Q2 en 1 min 15 s 431[6].
- Meilleur tour en course :  Fernando Alonso (McLaren-Mercedes) en 1 min 15 s 284 au 44e tour (vitesse moyenne : 159,715 km/h)[7].

### Tours en tête
- Fernando Alonso (McLaren-Mercedes) : 73 tours (1-25 / 29-50 / 53-78) ;
- Lewis Hamilton (McLaren-Mercedes) : 5 tours (26-28 / 51-52)[8].

## Classements généraux à l'issue de la course
| Pos. | Pilote               | Écurie            | Points |
| ---- | -------------------- | ----------------- | ------ |
| 1    | Fernando Alonso      | McLaren-Mercedes  | 38     |
| 2    | Lewis Hamilton       | McLaren-Mercedes  | 38     |
| 3    | Felipe Massa         | Ferrari           | 33     |
| 4    | Kimi Räikkönen       | Ferrari           | 23     |
| 5    | Nick Heidfeld        | BMW Sauber        | 18     |
| 6    | Giancarlo Fisichella | Renault           | 13     |
| 7    | Robert Kubica        | BMW Sauber        | 12     |
| 8    | Nico Rosberg         | Williams-Toyota   | 5      |
| 9    | David Coulthard      | Red Bull-Renault  | 4      |
| 10   | Jarno Trulli         | Toyota            | 4      |
| 11   | Heikki Kovalainen    | Renault           | 3      |
| 12   | Alexander Wurz       | Williams-Toyota   | 2      |
| 13   | Ralf Schumacher      | Toyota            | 1      |
| 14   | Takuma Satō          | Super Aguri-Honda | 1      |

| Pos. | Écurie            | Points |
| ---- | ----------------- | ------ |
| 1    | McLaren-Mercedes  | 76     |
| 2    | Ferrari           | 56     |
| 3    | BMW Sauber        | 30     |
| 4    | Renault           | 16     |
| 5    | Williams-Toyota   | 7      |
| 6    | Toyota            | 5      |
| 7    | Red Bull-Renault  | 4      |
| 8    | Super Aguri-Honda | 1      |

À la suite de l'affaire d'espionnage, les points de l'écurie McLaren seront rétroactivement supprimés le 13 septembre 2007 par décision du Conseil Mondial de la FIA.

## Statistiques
Le Grand Prix de Monaco 2007 représente :
- la 17e victoire de sa carrière pour Fernando Alonso et second « hat-trick » (le premier chez McLaren)[10] ;
- la 16e pole position de sa carrière pour Fernando Alonso[11] ;
- la 150e victoire pour McLaren en tant que constructeur[12] ;
- la 55e victoire pour Mercedes en tant que motoriste[13] ;
- le 500e podium pour la Grande-Bretagne (pilote ou écurie confondus).

Au cours de ce Grand Prix :
- L'écurie McLaren place ses deux monoplaces en première ligne à Monaco, ce qui ne lui était plus arrivé sur ce circuit depuis l'édition 1989 (Ayrton Senna devant Alain Prost).
- À l'issue du GP de Monaco 2007, Lewis Hamilton est le premier pilote de l'histoire de la Formule 1 à monter sur le podium lors de ses cinq premières courses. Avec 38 points, il totalise autant de points que le leader du championnat, son coéquipier Fernando Alonso.